# Ny Mensae
Ny Mensae är en gulvit jätte i Taffelbergets stjärnbild.
Stjärnan har visuell magnitud +5,76 och är svagt synlig för blotta ögat vid god seeing. Den befinner sig på ett avstånd av ungefär 170 ljusår.